# Такамура, Котаро
Котаро Такамура (яп. 高村 光太郎 Такамура Ко:таро:, род. 13 марта 1883 г. Токио — ум. 2 апреля 1956 г. Токио) — японский поэт и скульптор.

## Жизнь и творчество
Сын известного скульптора Такамуры Коуна. В 1902 году заканчивает Токийскую школу изящных искусств (в настоящее время Токийский университет искусств, где изучал скульптуру. Затем продолжил художественное образование в Нью-Йорке (1906), Лондоне (1907) и Париже (1908). В 1909 году Котаро возвращается в Японию, где живёт до конца своих дней.
Работы скульптора созданы под непосредственным влиянием западной, европейской школы, в особенности — Огюста Родена, которого Такамура боготворил. В некоторых его произведениях ощущается также японский традиционный стиль. Из поэтических произведений Такамуры наиболее известен сборник поэм «Стихи Тиэко» (яп. 智恵子抄 Тиэко сё:), созданный в 1941 году и посвящённый жене поэта Тиэко Такамуре, также поэтессе, умершей в 1938 году.

## Изданные сборники
- Chieko’s sky, 1941 (английский перевод 1978) — ISBN 0-87011-313-5 (English)
- The Chieko poems, двуязычное издание, 2005 — ISBN 1-931243-97-2